# Lippó
Lippó (szerbül: Липовица, Липова / Lipovica, Lipova, németül: Lippwar) község Baranya vármegyében, a Mohácsi járásban.

## Elnevezései
Szerbül és horvátul a települést hivatalosan a beremendiek által használt néven Lipovo-nak hívják, de a töttösiek a Lipova alakot is használták.

## Fekvése
Ez a jellegzetes dél-baranyai falu szelíd lankák között helyezkedik el, közel a déli országhatárhoz, azon a hullámos löszháton, melyet keletről a Duna határol, nyugat felől pedig a Szársomlyó 442 méter magas mészkő eredetű csúcsa zár.
A szomszédos települések: észak felől Töttös és Majs, kelet felől Bezedek, délkelet felől Sárok, dél felől Ivándárda, délnyugat felől Kislippó, nyugat felől pedig Márok.

### Megközelítése
Legfontosabb közúti megközelítési útvonala a Mohács és Villány térségét összekapcsoló 5702-es út, ezen érhető el a két végponti város felől, míg Bóllyal az 5704-es út kapcsolja össze.  Távlati tervek szerint érinteni fogja a községet az M6-os autópálya is, utóbbi tervezett nyomvonala a belterülettől nyugatra húzódik.

## Története
Lippó nevét az oklevelek 1274-ben Lypow néven említik először, Lippói Jánossal kapcsolatban, aki a Miskolc és Lőrinc neméből származó lippói nemesek jelenlétében lippói birtoka felét szolgákkal együtt eladta Keled fiainak 30 ezüst M-ért, a föld másik felét pedig ugyancsak 30 M-ért Miskolcnak és Lőrincnek adta el.
1281-ben és 1293-ban Lőrinc és Miskouch fiai a Beremendtől délre eső Végbala szomszédos birtokosai, akik a megye közéletében gyakran részt vettek.
1280 körül a Lippó nemzetség Bacha nevű tagját említik, aki 1241 előtt baranyai adószedő volt, s a hiányzó pénz pótlására átadta kisharsányi birtokát.
1335-ben papja 5 báni pápai tizedet fizetett. A 654 fős település Baranya délnyugati csücskében található.
A község neve a XIII. században itt élt Lippó nemzetség emlékét őrzi. A XIV. században a település két részre oszlott: Alsólippó urai a Lippóiak, Felsőlippóé 
pedig a Maróthiak voltak. A XV. században Egyházaslippónak nevezték. A törökök kiűzését követően itt is felpezsdült a mindennapi falusi élet. 
Az első német telepesek a XVIII. század húszas éveiben érkeztek. A XIX. századra a szerbek betelepítését követően jellegzetesen szerb többségű faluvá lett a település. A község görögkeleti szerb temploma 1804-ben épült.
1910-ben 1070 lakosa volt, ebből 32 fő magyar, 667 fő német, 342 fő szerb, 10 fő horvát és 23 fő egyéb nemzetiségű volt. A falu lakói közül 241 fő tudott magyarul.
A szerb lakosság az I. világháborút követően Jugoszláviába települt, a németeket pedig a II. világháború után kitelepítették Németországba.
A falu a XX. század közepéig Baranya vármegye Baranyavári járásához tartozott. Ma két község Lippó és Kislippó néven, Mohácstól délnyugatra.
Viharos történelme folyamán három nemzetiségű (magyar, német, szerb) lakóival együtt sok viszontagságon ment keresztül. Az itt élt és itt élő emberek szorgos munkája és kitartása révén mindig sikerült az újrakezdés.
A falut övező, jó minőségű földeknek köszönhetően mindig a mezőgazdaságé volt a főszerep.

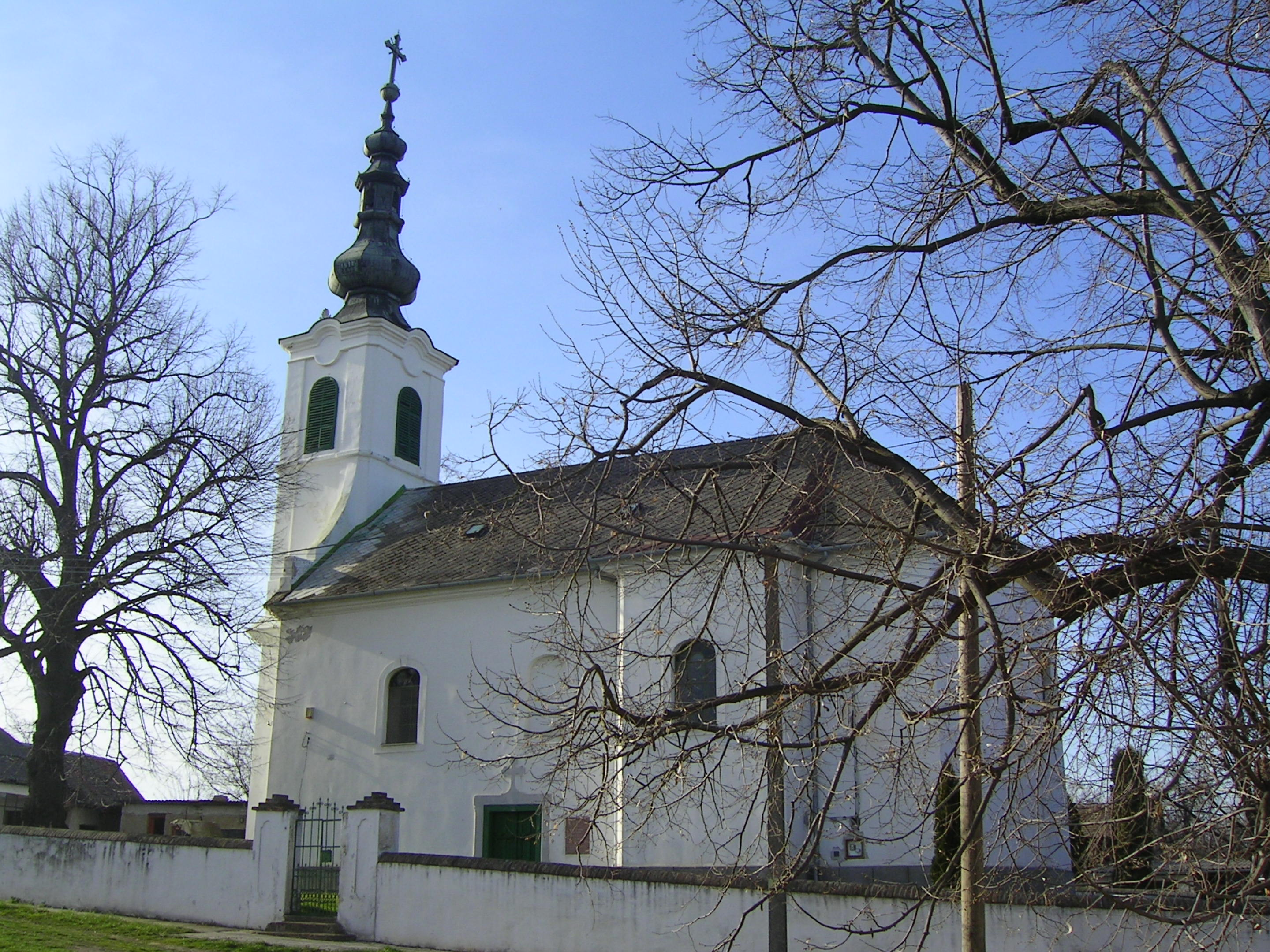
Lippó szerb ortodox temploma

A rendszerváltás után a kárpótlások révén többen földhöz jutottak, így ők mezőgazdasági kistermelők lettek. A zöme maradt és a termelőszövetkezetből alakult Agro-Lippó Növénytermelő és Szolgáltató Szövetkezetben dolgozik. Sokan ingáznak, főleg Mohácsra, ahol a Farostlemezgyárban tevékenykednek, míg másoknak a Bólyi Mezőgazdasági Rt. ad munkát. Ezeknek köszönhetően nem mondható magasnak a munkanélküliek száma.
A nyolcosztályos körzeti iskolába és a három csoportból álló óvodába a helybeli és a környező falvak gyerekei járnak.
2001-ben lakosságának 8,9%-a német, 1,8%-a szerb nemzetiségű volt.

## Közélete

### Polgármesterei
- 1990–1994: Honvéd Ferenc (független)[7]
- 1994–1998: Lovas Miklós (független)[8]
- 1998–2002: Lovas Miklós (független)[9]
- 2002–2006: Lovas Miklós (független)[10]
- 2006–2010: Lovas Miklós Pál (független)[11]
- 2010–2014: Lovas Miklós Pál (független)[12]
- 2014–2019: Lovas Miklós Pál (független)[13]
- 2019–2023: Bácsvánin Rájkó (független)[14]
- 2023–2024: Szugfil József (független, ügyvivőként)[15]
- 2024– : Marosi Csaba (független)[1]

2023 októberében a község hivatalban lévő polgármestere, Bácsvánin Rájkó lemondott posztjáról, időközi választást azonban  a következő önkormányzati választás közeli időpontja miatt már nem lehetett tartani, így a közbenső időszakban a település vezetését ügyvivő polgármesterként az addigi alpolgármester, Szugfil József vette át.

## Oktatás
A helyi általános iskolába a 2019/2020-as tanévben 93 diák járt.

## Népesség
A település népességének változása:
| Lakosok száma | 486  | 483  | 479  | 464  | 443  | 465  | 464  | 454  |
|               | 2013 | 2014 | 2015 | 2019 | 2021 | 2022 | 2023 | 2024 |

A 2011-es népszámlálás során a lakosok 97,9%-a magyarnak, 3,1% cigánynak, 0,6% horvátnak, 19,1% németnek, 8,2% szerbnek mondta magát (1,8% nem nyilatkozott; a kettős identitások miatt a végösszeg nagyobb lehet 100%-nál). A vallási megoszlás a következő volt: római katolikus 72,9%, református 4,9%, görögkatolikus 0,4%, evangélikus 0,4%, felekezeten kívüli 9% (9% nem nyilatkozott).
2022-ben a lakosság 90,3%-a vallotta magát magyarnak, 17% németnek, 5,6% szerbnek, 1,1% cigánynak, 0,4% szlováknak, 0,2% görögnek, 1,9% egyéb, nem hazai nemzetiségűnek (8,6% nem nyilatkozott; a kettős identitások miatt a végösszeg nagyobb lehet 100%-nál). Vallásuk szerint 41,5% volt római katolikus, 3,2% református, 1,7% ortodox, 0,2% evangélikus, 0,2% görög katolikus, 0,4% egyéb keresztény, 1,3% egyéb katolikus, 6,9% felekezeten kívüli (44,5% nem válaszolt).

## Nevezetességei
- Mária bemutatása templom

- az 1804-ben épült szerb ortodox templom

## Híres szülötte
- Nikanor Grujić pópa, író.
- Bayer Ferenc labdarúgó később edző